# Lední hokej na Zimních olympijských hrách 1984
Lední hokej na XIV. zimních olympijských hrách v jugoslávském Sarajevu byl zastoupen jedním turnajem, a to mužským. O medaile se utkalo celkem dvanáct týmů rozdělených do dvou šestičlenných skupin. První dva týmy z každé skupiny postupovaly do finálové skupiny. Mužstva na třetím a čtvrtém místě hrála o páté resp. sedmé místo. Jednotlivé zápasy byly odehrány ve dnech 7. až 19. února v olympijské hale Zetra.

## Výsledky a tabulky

### Skupina A
|    |            | URS           | SWE     | FRG             | POL    | ITA    | YUG        | V | R | P | Skóre | B  |
| 1. | SSSR       | Sovětský svaz | 10:1    | 6:1             | 12:1   | 5:1    | 9:1        | 5 | 0 | 0 | 42:5  | 10 |
| 2. | Švédsko    | 1:10          | Švédsko | 1:1             | 10:1   | 11:3   | 11:0       | 3 | 1 | 1 | 34:15 | 7  |
| 3. | SRN        | 1:6           | 1:1     | Západní Německo | 8:5    | 9:4    | 8:1        | 3 | 1 | 1 | 27:17 | 7  |
| 4. | Polsko     | 1:12          | 1:10    | 5:8             | Polsko | 1:6    | 8:1        | 1 | 0 | 4 | 16:37 | 2  |
| 5. | Itálie     | 1:5           | 3:11    | 4:9             | 6:1    | Itálie | 1:5        | 1 | 0 | 4 | 15:31 | 2  |
| 6. | Jugoslávie | 1:9           | 0:11    | 1:8             | 1:8    | 5:1    | Jugoslávie | 1 | 0 | 4 | 8:37  | 2  |

 Itálie –  Švédsko 3:11 (1:2, 2:3, 0:6)
7. února 1984 (16:30) – Sarajevo (Hala Skenderija II)

Branky Itálie: 8:50 Michael Mair, 34:32 Thomas Milani, 38:54 Grant Goegan.

Branky Švédska: 6:35 Håkan Södergren, 19:50 Bo Ericson, 31:04 Peter Gradin, 37:42 Jens Öhling, 39:54 Per-Erik Eklund, 44:58 Hakan Eriksson, 48:22 Jens Öhling, 48:55 Mats Waltin, 50:45 Michael Thelvén, 54:25 Peter Gradin, 58:20 Håkan Södergren. 

Rozhodčí: Jim Lever (CAN) – Bogdan Tyszkiewicz (POL), Hans Ronning (NOR)

Vyloučení: 5:7

Diváků: 1 500
 SRN –  Jugoslávie 8:1 (1:1, 4:0, 3:0)
7. února 1984 (20:00) – Sarajevo (Hala Skenderija II)

Branky SRN: 11:54 Erich Kühnhackl, 22:18 Manfred Wolf, 26:58 Erich Kühnhackl, 31:37 Erich Kühnhackl, 37:57 Ulrich Hiemer, 49:23 Marcus Kuhl, 51:33 Harold Kreis, 57:05 Ignaz Berndaner. 

Branky Jugoslávie: 0:59 Mustafa Bešić.

Rozhodčí: Vladimír Šubrt (TCH) – Igor Prusov (URS), Gustavo Alaimo (ITA)

Vyloučení: 6:4

Diváků: 5 000
 SSSR –  Polsko 12:1 (3:1, 4:0, 5:0)
7. února 1984 (20:30) – Sarajevo (Hala Zetra)

Branky SSSR: 2:43 Nikolaj Drozděckij, 5:39 Sergej Šepelev, 8:24 Vladimir Kovin, 22:12 Michail Vasiljev, 27:43 Alexandr Gerasimov, 28:33 Nikolaj Drozděckij, 38:15 Alexandr Koževnikov, 43:20 Sergej Šepelev, 46:36 Sergej Makarov, 50:06 Nikolaj Drozděckij, 52:51 Alexandr Skvorcov, 59:00 Vladimir Kovin. 

Branky Polska: 11:18 Krystian Sikorski.

Rozhodčí: Dag Olsson (SWE) – Bernd Schnieder (FRG), Karl Korentschnig (AUT)

Vyloučení 2:2

Diváků: 2 500
 Polsko –  SRN 5:8 (2:2, 1:3, 2:3)
9. února 1984 (13:00) – Sarajevo (Hala Skenderija II)

Branky Polska: 8:45 Andrzej Zabawa, 15:10 Jerzy Christ, 35:02 Andrzej Nowak, 52:06 Jan Piecko, 57:59 Wiesław Jobczyk. 

Branky SRN: 4:49 Ignaz Berndaner, 19:10 Franz Reindl, 28:22 Michael Betz, 36:13 Erich Kühnhackl, 37:40 Helmut Steiger., 40:44 Ernst Höfner, 51:38 Roy Roedger, 56:34 Roy Roedger.

Rozhodčí: Jurij Karandin (URS) – Jan Tatíček (TCH), Lasse Vanhanen (FIN)

Vyloučení 5:8

Diváků: 1 500
 SSSR –  Itálie 5:1 (4:0, 1:1, 0:0)
9. února 1984 (13:30) – Sarajevo (Hala Zetra)

Branky SSSR: 3:11 Michail Vasiljev, 3:40 Nikolaj Drozděckij, 8:17 Sergej Makarov, 19:00 Zinetula Biljaletdinov, 39:47 Nikolaj Drozděckij.

Branky Itálie: 25:59 Dave Tomassoni 

Rozhodčí: Vladimír Šubrt (TCH) – Bernd Schnieder (FRG), Bogdan Tyszkiewicz (POL)

Vyloučení 3:4

Diváků: 2 000
 Švédsko –  Jugoslávie 11:0 (4:0, 1:0, 6:0)
9. února 1984 (16:30) – Sarajevo (Hala Skenderija II)

Branky Švédsko: 6:04 Jens Öhling, 10:32 Mats Waltin, 12:23 Per-Erik Eklund, 17:24 Peter Gradin, 20:37 Thomas Ahlén, 44:45 Hakan Eriksson, 52:18 Thomas Ahlén, 54:16 Peter Gradin, 55:50 Hakan Eriksson, 59:16 Thomas Rundqvist, 59:30 Tomas Sandström.

Rozhodčí: Pertti Juhola (FIN) – Lasse Vanhanen (FIN), Hans Ronning (NOR)

Vyloučení 5:4

Diváků: 3 000
 Itálie –  Polsko 6:1 (0:1, 4:0, 2:0)
11. února 1984 (13:00) – Sarajevo (Hala Skenderija II)

Branky Itálie: 23:49 Martin Pavlů, 27:52 John Bellio, 29:54 Grant Goegan, 33:13 Fabrizio Kaslatter, 42:37 Martin Pavlů, 50:01 Martin Pavlů.

Branky PolskA: 12:17 Jerzy Christ.

Rozhodčí: Dag Olsson (SWE) – Tomas Moström (SWE), Karl Korentschnig (AUT)

Vyloučení: 1:2

Diváků: 300
 SSSR –  Jugoslávie 9:1 (4:0, 1:1, 4:0)
11. února 1984 (20:00) – Sarajevo (Hala Skenderija II)

Branky SSSR: 2:53 Andrej Chomutov, 7:00 Alexandr Skvorcov, 7:16 Vladimir Kovin, 19:41 Alexej Kasatonov, 21:10 Vladimir Krutov, 42:32 Andrej Chomutov, 51:42 Vjačeslav Fetisov, 57:17 Igor Larionov, 59:04 Michail Vasiljev. 

Branky Jugoslávie: 31:09 Ivan Ščap.

Rozhodčí: Josef Kompalla (GER) – Bogdan Tyszkiewicz (POL), Hans Ronning (NOR)

Vyloučení: 1:2

Diváků: 3 000
 Švédsko –  SRN 1:1 (1:0, 0:0, 0:1)
11. února 1984 (20:30) – Sarajevo (Hala Zetra)

Branky Švédska: 8:17 Jens Öhling.

Branky SRN: 56:14 Ulrich Hiemer.

Rozhodčí: Vladimír Šubrt (TCH) – Igor Prusov (URS), Lasse Vanhanen (FIN)

Vyloučení: 7:8

Diváků: 4 000
 Švédsko –  Polsko 10:1 (2:1, 7:0, 1:0)
13. února 1984 (13:00) – Sarajevo (Hala Skenderija II)

Branky ŠvédskA: 5:25 Peter Gradin, 14:27 Tommy Mörth, 20:52 Peter Gradin, 25:16 Thomas Ahlén, 27:20 Peter Gradin, 30:44 Peter Gradin, 31:20 Mats Hessel, 33:32 Michael Hjälm, 35:12 Thomas Rundqvist, 57:41 Tomas Sandström 

Branky PolskA: 17:27 Andrzej Zabawa.

Rozhodčí: Jurij Karandin (URS) – Karl Korentschnig (AUT), Bernd Schnieder (FRG)

Vyloučení 4:7

Diváků: 500
 Jugoslávie –  Itálie 5:1 (0:0, 2:1, 3:0)
13. února 1984 (16:30) – Sarajevo (Hala Skenderija II)

Branky Jugoslávie: 20:40 Mustafa Bešić, 26:41 Matjaž Sekelj, 40:45 Mustafa Bešić, 42:08 Matjaž Sekelj, 47:03 Gorazd Hiti.

Branky Itálie: 20:15 Cary Farelli.

Rozhodčí: Dag Olsson (SWE) – Bogdan Tyszkiewicz (POL), Hans Ronning (NOR)

Vyloučení: 5:5

Diváků: 4 500
 SRN –  SSSR 1:6 (1:4, 0:2, 0:0)
13. února 1984 (17:00) – Sarajevo (Hala Zetra)

Branky SRN: 19:58 Gerd Truntschka. 

Branky SSSR: 5:03 Sergej Makarov, 7:24 Alexej Kasatonov, 10:23 Nikolaj Drozděckij, 11:46 Vladimir Krutov, 22:37 Nikolaj Drozděckij, 28:30 Vladimir Kovin.

Rozhodčí: Pertti Juhola – Lasse Vanhanen (FIN), Jan Tatíček (CZE)

Vyloučení: 6:4 + Stělnov (URS) na 5 min.

Diváků: 4 000
 Jugoslávie –  Polsko 1:8 (1:2, 0:3, 0:3)
15. února 1984 (16:30) – Sarajevo (Hala Skenderija II)

Branky Jugoslávie: 9:52 Gorazd Hiti. 

Branky PolskA: 4:02 Jerzy Christ, 18:14 Wiesław Jobczyk, 23:52 Jan Stopczyk, 27:23 Jerzy Christ, 36:41 Andrzej Chowaniec, 54:59 Andrzej Zabawa, 55:31 Jerzy Christ, 57:47 Stanisław Klocek.

Rozhodčí: Pertti Juhola (FIN) – Karl Korentschnig (AUT), Hans Ronning (NOR)

Vyloučení: 6:5

Diváků: 5 000
 SSSR –  Švédsko 10:1 (5:0, 4:0, 1:1)
15. února 1984 (17:00) – Sarajevo (Hala Zetra)

Branky SSSR: 1:04 Nikolaj Drozděckij, 7:13 Vladimir Krutov, 7:32 Nikolaj Drozděckij, 13:38 Vjačeslav Fetisov, 15:37 Sergej Starikov, 26:40 Alexandr Gerasimov, 30:40 Alexandr Skvorcov, 34:04 Alexej Kasatonov, 37:44 Vjačeslav Fetisov, 59:29 Alexandr Koževnikov. 

Branky Švédsko: 50:04 Thomas Rundqvist. 

Rozhodčí: Jim Lever (CAN) – Jan Tatíček (TCH), Lasse Vanhanen (FIN)

Vyloučení: 6:7

Diváků: 2 500
 SRN –  Itálie 9:4 (1:0, 5:1, 3:3)
15. února 1984 (20:00) – Sarajevo (Hala Skenderija II)

Branky SRN: 3:14 Udo Kießling, 25:08 Dieter Hegen, 25:17 Franz Reindl, 37:03 Ernst Höfner, 37:36 Manfred Wolf, 38:19 Dieter Hegen, 44:43 Roy Roedger, 54:47 Udo Kießling, 55:14 Erich Kühnhackl. 

Branky Itálie: 24:54 Gerard Ciarcia, 45:57 Michael Mastrullo, 47:54 Cary Farelli, 55:43 Grant Goegan. 

Rozhodčí: Vladimír Šubrt (TCH) – Tomas Moström (SWE), Bogdan Tyszkiewicz (POL)

Vyloučení: 6:4

Diváků: 500

### Skupina B
|    |          | TCH            | CAN    | FIN    | USA | AUT      | NOR    | V | R | P | Skóre | B  |
| 1. | ČSSR     | Československo | 4:0    | 7:2    | 4:1 | 13:0     | 10:4   | 5 | 0 | 0 | 38:7  | 10 |
| 2. | Kanada   | 0:4            | Kanada | 4:2    | 4:2 | 8:1      | 8:1    | 4 | 0 | 1 | 24:10 | 8  |
| 3. | Finsko   | 2:7            | 2:4    | Finsko | 3:3 | 4:3      | 16:2   | 2 | 1 | 2 | 27:19 | 5  |
| 4. | USA      | 1:4            | 2:4    | 3:3    | USA | 7:3      | 3:3    | 1 | 2 | 2 | 16:17 | 4  |
| 5. | Rakousko | 0:13           | 1:8    | 3:4    | 3:7 | Rakousko | 6:5    | 1 | 0 | 4 | 13:37 | 2  |
| 6. | Norsko   | 4:10           | 1:8    | 2:16   | 3:3 | 5:6      | Norsko | 0 | 1 | 4 | 15:43 | 1  |

 Rakousko –  Finsko 3:4 (0:1, 1:2, 2:1)
7. února 1984 (13:00) – Sarajevo (Hala Skenderija II)

Branky Rakouska: 37:54 Rudolf König, 42:03 Thomas Cijan, 52:30 Rudolf König.

Branky Finska: 17:24 Jarmo Mäkitalo, 32:51 Anssi Melametsä, 37:03 Petri Skriko, 46:03 Arto Javanainen.

Rozhodčí: Marc Faucette (USA) – Jan Tatíček (TCH), Mirko Eržen (YUG)

Vyloučení 6:9

Diváků: 1 500
 USA –  Kanada 2:4 (1:2, 1:1, 0:1)
7. února 1984 (13:30) – Sarajevo (Hala Zetra)

Branky USA: 10:10 David A. Jensen, 33:54 David H. Jensen.

Branky Kanady: 0:27 Pat Flatley, 12:02 Carey Wilson, 22:12 Carey Wilson, 49:19 Carey Wilson.

Rozhodčí: Jurij Karandin (URS) – Tomas Moström (SWE), Lasse Vanhanen (FIN)

Vyloučení 4:4 (1:1)

Diváků: 5 000
 Československo –  Norsko 10:4 (2:0, 5:2, 3:2)
7. února 1984 (16:30) – Sarajevo (Hala Zetra)

Branky a nahrávky Československa: 9:56 Dušan Pašek, 15:55 Vincent Lukáč (Dárius Rusnák), 23:03 Vladimír Caldr (Dušan Pašek), 24:21 Vladimír Růžička (Pavel Richter, Jiří Hrdina), 27:24 Vincent Lukáč, 31:11 Vincent Lukáč (Dárius Rusnák, Igor Liba), 35:24 Jiří Hrdina (Vladimír Růžička, Jaroslav Benák), 43:55 Arnold Kadlec (Miloslav Hořava, Dárius Rusnák), 46:46 Radoslav Svoboda (Dárius Rusnák, Vincent Lukáč), 49:53 Jiří Hrdina (Miloslav Hořava).

Branky : 30:40 Örjan Lövdal (Bjørn Skaare), 37:39 Petter Thoresen, 41:29 Cato Andersen (Tore Myhre), 47:18 Svein Lien (Bjørn Skaare, Arne Bergsen).

Rozhodčí: Josef Kompalla (FRG) – Matevž Čemažar (YUG), Ciril Vister (YUG)

Vyloučení 2:3 (2:0)

Diváků: 2 000
ČSSR: Jaromír Šindel – Milan Chalupa, Jaroslav Benák, Arnold Kadlec, Miloslav Hořava, Radoslav Svoboda, Eduard Uvíra – Jiří Lála, Vladimír Kýhos, František Černík – Vincent Lukáč, Dárius Rusnák, Igor Liba – Jiří Hrdina, Vladimír Růžička, Pavel Richter – Vladimír Caldr, Dušan Pašek, Jaroslav Korbela.
Norsko: Jim Marthinsen (26:07 Joern Goldstein) – Erik Nerell, Øivind Løsåmoen, Trond Abrahamsen, Øystein Jarlsbo, Erik Kristiansen, Åge Ellingsen – Arne Bergsen, Svein Lien, Bjørn Skaare – Stephen Foyn, Geir Tore Myhre, Roy Einar Johansen – Petter Thoresen, Erik Kristiansen, Ørjan Løvdal – Jon-Magne Karlstad, Frank Rune Vestreng, Cato Andersen.
 Kanada –  Rakousko 8:1 (2:0, 4:0, 2:1)
9. února 1984 (17:00) – Sarajevo (Hala Zetra)

Branky Kanady: 3:00 Dave Donnelly, 11:54 Kirk Muller, 20:13 Kirk Muller, 23:58 Bruce Driver, 33:40 David Tippett, 34:47 Carey Wilson, 49:34 Dave Gagner, 55:47 Craig Redmond.

Branky Rakouska: 40:20 Edward Lebler.

Rozhodčí: Josef Kompalla (FRG) – Matevž Čemažar (YUG), Ciril Vister (YUG)

Vyloučení 8:5

Diváků: 2 000
 Finsko –  Norsko 16:2 (5:0, 6:1, 5:1)
9. února 1984 (20:00) – Sarajevo (Hala Skenderija II)

Branky Finska: 3:38 Anssi Melametsä, 4:49 Arto Javanainen, 9:08 Risto Jalo, 11:42 Petri Skriko, 18:47 Raimo Summanen, 23:15 Raimo Summanen, 27:14 Simo Saarinen, 30:57 Petteri Lehto, 35:30 Jarmo Mäkitalo, 36:18 Petri Skriko, 38:30 Petteri Lehto, 42:07 Petri Skriko, 48:09 Arto Sirviö, 54:38 Arto Sirviö, 57:06 Arto Sirviö, 57:35 Harri Tuohimaa. 

Branky Norska: 25:43 Erik Kristiansen, 57:49 Cato Andersen. 

Rozhodčí: Jim Lever (CAN) – Tomas Moström (SWE), Nikola Vidič (YUG)

Vyloučení 10:11

Diváků: 500
 Československo –  USA 4:1 (2:1, 1:0, 1:0)
9. února 1984 (20:30) – Sarajevo (Hala Zetra)

Branky a nahrávky Československa: 12:23 Igor Liba (Dárius Rusnák), 17:47 Vincent Lukáč (Dárius Rusnák), 20:50 Dárius Rusnák (Vincent Lukáč), 41:17 Igor Liba (Dárius Rusnák).

Branky a nahrávky USA: 14:28 Mark Kumpel.

Rozhodčí: Dag Olsson (SWE) – Igor Prusov (URS), Karl Korentschnig (AUT)

Vyloučení 7:10 (2:0, 1:1)

Diváků: 6 500
ČSSR: Jaromír Šindel – Milan Chalupa, Jaroslav Benák, Arnold Kadlec, Miloslav Hořava, Radoslav Svoboda, Eduard Uvíra – Jiří Lála, Vladimír Kýhos, František Černík – Vincent Lukáč, Dárius Rusnák, Igor Liba – Jiří Hrdina, Vladimír Růžička, Pavel Richter – Vladimír Caldr, Dušan Pašek, Jaroslav Korbela.
USA: Marc Behrend – Chris Chelios, Tom Hirsch, Mark Fusco, Bob Brooke, Al Iafrate, David H. Jensen – Pat LaFontaine, Ed Olczyk, David A. Jensen – John Harrington, Corey Millen, Phil Verchota – Scott Bjugstad, Scott Fusco, Paul Guay – Steven Griffith, Gary Sampson, Mark Kumpel.	
 Československo –  Rakousko 13:0 (0:0, 6:0, 7:0)
11. února 1984 (13:30) – Sarajevo (Hala Zetra)

Branky a nahrávky Československa: 24:37 Jiří Lála (Milan Chalupa), 24:53 Igor Liba (Vincent Lukáč), 26:11 Vladimír Růžička (Jiří Hrdina, Jaroslav Benák), 26:38 František Černík (Radoslav Svoboda, Jiří Lála), 30:00 Vladimír Kýhos (Miloslav Hořava, Jiří Lála), 31:12 Vladimír Caldr (Dušan Pašek), 40:26 Vladimír Růžička (Arnold Kadlec), 41:49 Dárius Rusnák (Jiří Lála), 45:05 Pavel Richter (Jiří Hrdina, Vladimír Růžička), 46:14 Dárius Rusnák (Eduard Uvíra), 49:17 Radoslav Svoboda (Pavel Richter), 53:30 Milan Chalupa, 55:17 Vladimír Caldr (Jaroslav Korbela).

Rozhodčí: Jim Lever (CAN) – Matevž Čemažar (YUG), Ciril Vister (YUG)

Vyloučení: 3:3 (0:0)

Diváků: 1 000
ČSSR: Jiří Králík – Milan Chalupa, Jaroslav Benák, Arnold Kadlec, Miloslav Hořava, Radoslav Svoboda, Eduard Uvíra – Jiří Lála, Vladimír Kýhos, František Černík – Vincent Lukáč, Dárius Rusnák, Igor Liba – Jiří Hrdina, Vladimír Růžička, Pavel Richter – Vladimír Caldr, Dušan Pašek, Jaroslav Korbela.
Rakousko: Michael Rudman – Rick Cunningham, Giuseppe Mion, Johann Fritz, Konrad Dorn, Bernard Hutz, Martin Platzer – Peter Raffl, Edward Lebler, Leopold Sivec – Thomas Cijan, Herbert Pöck, Rudolf König – Kurt Harand, Kelvin Greenbank, Helmut Petrik – Fritz Ganster, Krunoslav Sekulic, Helmut Koren.	
 Kanada –  Finsko 4:2 (1:0, 0:2, 3:0)
11. února 1984 (16:30) – Sarajevo (Hala Skenderija II)

Branky Kanady: 4. Bruce Driver, 44. Darren Lowe, 50. Craig Redmond, 55. Dave Gagner.

Branky Finska: 22. Harri Tuohimaa, 31. Petri Skriko.

Rozhodčí: Jurij Karandin (URS) – Jan Tatíček (TCH), Bernd Schnieder (FRG)

Vyloučení 5:5

Diváků: 8 000
 Norsko –  USA 3:3 (1:2, 1:0, 1:1)
11. února 1984 (17:00) – Sarajevo (Hala Zetra)

Branky Norska: 11:31 Arne Bergsen, 22:37 Aage Ellingsen, 47:11 Geir Tore Myhre.

Branky USA: 15:15 Paul Guay, 18:07 Pat LaFontaine, 49:23 Ed Olczyk. 

Rozhodčí: Pertti Juhola (FIN) – Mirko Eržen (YUG), Nikola Vidič (YUG)

Vyloučení 6:5

Diváků: 3 500
 Kanada –  Norsko 8:1 (2:0, 3:0, 3:1)
13. února 1984 (13:30) – Sarajevo (Hala Zetra)

Branky Kanady: 9:44 Russ Courtnall, 10:53 Darren Lowe, 25:14 Pat Flatley, 34:14 Dave Gagner, 37:57 Bruce Driver, 46:37 J.J. Daigneault, 49:41 Dave Gagner, 58:18 Dave Gagner 

Branky Norska: 56:44 Kjell Foyn. 

Rozhodčí: Josef Kompalla (FRG) – Matevž Čemažar (YUG), Ciril Vister (YUG)

Vyloučení: 6:7

Diváků: 2 000
 USA –  Rakousko 7:3 (2:1, 0:1, 5:1)
13. února 1984 (20:00) – Sarajevo (Hala Skenderija II)

Branky USA: 12:04 Pat LaFontaine, 13:12 David A. Jensen, 43:42 Pat LaFontaine, 43:53 David A. Jensen, 49:49 Pat LaFontaine, 51:12 Tom Hirsch, 51:37 Mark Fusco. 

Branky Rakouska: 18:32 Johann Fritz, 23:54 Edward Lebler, 45:29 Rick Cunningham. 

Rozhodčí: Vladimír Šubrt (TCH) – Mirko Eržen (YUG), Nikola Vidič (YUG)

Vyloučení 10:7

Diváků: 3 000
 Československo –  Finsko 7:2 (4:1, 1:1, 2:0)
13. února 1984 (20:30) – Sarajevo (Hala Zetra)

Branky a nahrávky Československa: 11:27 Arnold Kadlec (Vladimír Růžička), 12:38 František Černík (Jiří Lála), 14:47 František Černík (Radoslav Svoboda), 19:14 Jiří Hrdina (Vladimír Růžička, Pavel Richter), 23:46 Dárius Rusnák (Igor Liba, Vincent Lukáč), 48:28 Eduard Uvíra (Jiří Hrdina, Pavel Richter), 59:59 Pavel Richter (Jiří Hrdina, Vladimír Růžička).

Branky a nahrávky Finska: 19:04 Jarmo Mäkitalo (Erkki Laine, Anssi Melametsä), 22:49 Harri Tuohimaa (Petri Skriko, Anssi Melametsä).

Rozhodčí: Jim Lever (CAN) – Igor Prusov (URS), Bernd Schnieder (FRG)

Vyloučení: 12:12 (2:0, 1:0)

Diváků: 4 500
ČSSR: Jaromír Šindel – Milan Chalupa, Jaroslav Benák, Arnold Kadlec, Miloslav Hořava, Radoslav Svoboda, Eduard Uvíra – Jiří Lála, Vladimír Kýhos, František Černík – Vincent Lukáč, Dárius Rusnák, Igor Liba – Jiří Hrdina, Vladimír Růžička, Pavel Richter – Vladimír Caldr, Dušan Pašek, Jaroslav Korbela.
Finsko: Kari Takko (15:19 Jorma Valtonen) – Pertti Lehtonen, Simo Saarinen, Arto Ruotanen, Markus Lehto, Timo Jutila, Petteri Lehto – Petri Skriko, Risto Jalo, Raimo Summanen – Raimo Helminen, Harri Tuohimaa, Arto Sirviö – Erkki Laine, Jarmo Mäkitalo, Anssi Melametsä.	
 Norsko –  Rakousko 5:6 (1:4, 3:2, 1:0)
15. února 1984 (13:00) – Sarajevo (Hala Skenderija II)

Branky Norska: 0:12 Kjell Foyn, 24:55 Roy Einar Johansen, 32:07 Løsåmoen, 37:12 Oyvind Lösamoen, 44:48 Erik Kristiansen. 

Branky Rakouska: 0:42 Kurt Harand, 1:51 Kurt Harand, 5:08 Herbert Pöck, 9:58 Herbert Pöck, 22:29 Leopold Sivec, 25:23 Peter Raffl.

Rozhodčí: Dag Olsson (SWE) – Matevž Čemažar (YUG), Ciril Vister (YUG)

Vyloučení: 10:7

Diváků: 1 000
 Finsko –  USA 3:3 (1:0, 1:2, 1:1)
15. února 1984 (13:30) – Sarajevo (Hala Zetra)

Branky Finska: 1:52 Raimo Summanen, 33:51 Petteri Lehto, 59:39 Anssi Melametsä.

Branky USA: 26:01 Phil Verchota, 31:39 Scott Bjugstad, 59:22 Bob Brooke.

Rozhodčí: Jurij Karandin (URS) – Gustavo Alaimo (ITA), Bogdan Tyszkiewicz (POL)

Vyloučení: 5:6

Diváků: 1 000
 Československo –  Kanada 4:0 (1:0, 1:0, 2:0)
15. února 1984 (20:30) – Sarajevo (Hala Zetra)

Branky a nahrávky Československa: 17:16 Vladimír Caldr (Dušan Pašek), 22:03 Igor Liba (Vincent Lukáč), 46:31 Radoslav Svoboda (Igor Liba), 54:08 Vladimír Růžička (Jiří Hrdina, Miloslav Hořava).

Rozhodčí: Josef Kompalla (FRG) – Bern Schnieder (FRG), Igor Prusov (URS)

Vyloučení: 3:2 (0:0)

Diváků: 6 500
ČSSR: Jaromír Šindel – Milan Chalupa, Jaroslav Benák, Arnold Kadlec, Miloslav Hořava, Radoslav Svoboda, Eduard Uvíra – Jiří Lála, Vladimír Kýhos, František Černík – Vincent Lukáč, Dárius Rusnák, Igor Liba – Jiří Hrdina, Vladimír Růžička, Pavel Richter – Vladimír Caldr, Dušan Pašek, Jaroslav Korbela.
Kanada: Mario Gosselin – James Patrick, Robin Bartell, Doug Lidster, Bruce Driver, Craig Redmond, Jean-Jacques Daigneault – Pat Flatley, Carey Wilson, Darren Lowe – Dave Donnelly, David Tippett, Kirk Muller – Russ Courtnall, Dave Gagner, Dan Wood – Vaughn Karpan, Kevin Dineen, Warren Anderson.	

### Finále
|    |         | URS           | TCH            | SWE     | CAN    | V | R | P | Skóre | B |
| 1. | SSSR    | Sovětský svaz | 2:0            | 10:1*   | 4:0    | 3 | 0 | 0 | 16:1  | 6 |
| 2. | ČSSR    | 0:2           | Československo | 2:0     | 4:0*   | 2 | 0 | 1 | 6:2   | 4 |
| 3. | Švédsko | 1:10*         | 0:2            | Švédsko | 2:0    | 1 | 0 | 2 | 3:12  | 2 |
| 4. | Kanada  | 0:4           | 0:4*           | 0:2     | Kanada | 0 | 0 | 3 | 0:10  | 0 |

- s hvězdičkou = utkání započítané ze základní skupiny.

 Československo –  Švédsko 2:0 (0:0, 0:0, 2:0)
17. února 1984 (17:00) – Sarajevo (Hala Zetra)

Branky a nahrávky Československa: 45:00 Jiří Hrdina (Vladimír Růžička), 58:51 Jaroslav Benák.

Rozhodčí: Jim Lever (CAN) – Igor Prusov (URS), Bernd Schnieder (FRG)

Vyloučení: 4:4 (0:0)

Diváků: 7 500
ČSSR: Jaromír Šindel – Milan Chalupa, Jaroslav Benák, Arnold Kadlec, Miloslav Hořava, Radoslav Svoboda, Eduard Uvíra – Jiří Lála, Vladimír Kýhos, František Černík – Vincent Lukáč, Dárius Rusnák, Igor Liba – Jiří Hrdina, Vladimír Růžička, Pavel Richter – Vladimír Caldr, Dušan Pašek, Jaroslav Korbela.
Švédsko: Rolf Riddervall – Göran Lindblom, Bo Ericsson, Thomas Åhlén, Mats Waltin, Håkan Nordin, Mats Thelin – Jens Öhling, Per-Erik Eklund, Gradin – Michael Hjälm, Thomas Rundqvist, Thom Eklund – Håkan Södergren, Håkan Eriksson, Tomas Sandström.
 SSSR –  Kanada 4:0 (0:0, 2:0, 2:0)
17. února 1984 (20:30) – Sarajevo (Hala Zetra)

Branky SSSR: 31:31 Vladimir Kovin, 34:19 Alexandr Koževnikov, 54:41 Alexandr Skvorcov, 56:59 Nikolaj Drozděckij.

Rozhodčí: Josef Kompalla (FRG) – Tomas Moström (SWE), Lasse Vanhanen (FIN)

Vyloučení: 4:6

Diváků: 6 500
 Švédsko –  Kanada 2:0 (0:0, 1:0, 1:0)
19. února 1984 (10:00) – Sarajevo (Hala Zetra)

Branky Švédska: 31:21 Peter Gradin, 46:59 Håkan Södergren.

Rozhodčí: Jurij Karandin (URS) – Igor Prusov (URS), Bernd Schnieder (FRG)

Vyloučení: 3:6 (1:0)

Diváků: 4 000
 SSSR –  Československo 2:0 (1:0, 1:0, 0:0)
19. února 1984 (13:30) – Sarajevo (Hala Zetra)

Branky a nahrávky SSSR: 6:38 Alexandr Koževnikov (Vjačeslav Fetisov), 21:12 Vladimir Krutov (Igor Larionov).

Rozhodčí: Dag Olsson (SWE) – Tomas Moström (SWE), Lasse Vanhanen (FIN)

Vyloučení: 5:6 (0:0)

Diváků: 7 000
SSSR: Vladislav Treťjak – Vjačeslav Fetisov, Alexej Kasatonov, Igor Stělnov, Sergej Starikov, Vasilij Pěrvuchin, Zinetula Biljaletdinov – Sergej Makarov, Igor Larionov, Vladimir Krutov – Alexandr Gerasimov, Sergej Šepelev, Andrej Chomutov – Alexandr Koževnikov, Viktor Ťumeněv, Nikolaj Drozděckij – Alexandr Skvorcov, Vladimir Kovin, Michail Vasiljev.
ČSSR: Jaromír Šindel – Milan Chalupa, Jaroslav Benák, Arnold Kadlec, Miloslav Hořava, Radoslav Svoboda, Eduard Uvíra – Jiří Lála, Vladimír Kýhos, František Černík – Vincent Lukáč, Dárius Rusnák, Igor Liba – Jiří Hrdina, Vladimír Růžička, Pavel Richter – Vladimír Caldr, Dušan Pašek, Jaroslav Korbela.

### O 5. místo
SRN –  Finsko 7:4 (1:2, 1:2, 5:0)
17. února 1984 (16:00) – Sarajevo (Hala Skenderija II)

Branky SRN: 16:02 Dieter Hegen, 34:48 Erich Kühnhackl, 44:39 Erich Kühnhackl, 49:24 Erich Kühnhackl, 54:37 Manfred Wolf, 58:55 Dieter Hegen, 59:33 Helmut Steiger. 

Branky Finska: 4:01 Petri Skriko, 7:04 Anssi Melametsä, 20:49 Raimo Summanen, 32:39 Risto Jalo.

Rozhodčí: Jurij Karandin (URS) – Jan Tatíček (TCH), Bogdan Tyszkiewicz (POL)

Vyloučení: 6:8

Diváků: 1 500

### O 7. místo
USA –  Polsko 7:4 (2:2, 4:2, 1:0)
17. února 1984 (20:00) – Sarajevo (Hala Skenderija II)

Branky USA: 3:39 Ed Olczyk, 14:41 Scott Bjugstad, 20:15 Pat LaFontaine, 36:47 Scott Bjugstad, 38:38 David A. Jensen, 39:13 Phil Verchota, 56:29 Gary Sampson. 

Branky Polska: 4:52 Stanisław Klocek, 16:20 Henryk Pytel, 37:13 Wiesław Jobczyk, 38:57 Krystian Sikorski.

Rozhodčí: Dag Olsson (SWE) – Karl Korentschnig (AUT), Hans Ronning (GDR)

Vyloučení: 1:2

Diváků: 2 000

## Statistiky
| Poř. | Kanadské bodování  | Branky | Přihrávky | Body |
| ---- | ------------------ | ------ | --------- | ---- |
| 1.   | Erich Kühnhackl    | 8      | 6         | 14   |
| 2.   | Peter Gradin       | 9      | 4         | 13   |
| 3.   | Nikolaj Drozděckij | 10     | 2         | 12   |
| 4.   | Raimo Summanen     | 4      | 7         | 11   |
| 4.   | Dárius Rusnák      | 4      | 7         | 11   |
| 6.   | Vjačeslav Fetisov  | 3      | 8         | 11   |
| 7.   | Petri Skriko       | 6      | 4         | 10   |
| 8.   | Vladimír Růžička   | 4      | 6         | 10   |
| 8.   | Jiří Hrdina        | 4      | 6         | 10   |
| 10.  | Vincent Lukáč      | 4      | 5         | 9    |

### Soupiska SSSR
Brankáři: Vladislav Treťjak, Vladimir Myškin.

Obránci: Vjačeslav Fetisov, Alexej Kasatonov, Sergej Starikov, Zinetula Biljaletdinov, Vasilij Pěrvuchin, Igor Stělnov.

Útočníci: Vladimir Krutov, Igor Larionov, Sergej Makarov, Nikolaj Drozděckij, Viktor Ťumeněv, Vladimir Kovin, Alexandr Koževnikov, Sergej Šepelev, Michail Vasiljev, Alexandr Gerasimov, Andrej Chomutov, Alexandr Skvorcov.

Trenéři: Viktor Tichonov, Vladimir Jurzinov.

### Soupiska Československa
Brankáři: Jaromír Šindel, Jiří Králík.

Obránci: Radoslav Svoboda, Arnold Kadlec, Miloslav Hořava, Jaroslav Benák, Eduard Uvíra, Milan Chalupa.

Útočníci: Vladimír Růžička, Dárius Rusnák, Jiří Hrdina, Vincent Lukáč, Pavel Richter, Igor Liba, Jiří Lála, Vladimír Caldr, Dušan Pašek, František Černík, Vladimír Kýhos, Jaroslav Korbela.

Trenéři: Luděk Bukač, Stanislav Neveselý.

### Soupiska Švédska
Brankáři: Rolf Ridderwall, Göte Wälitalo.

Obránci: Mats Waltin, Hakan Nordin, Thomas Ahlén, Michael Thelvén, Bo Ericson, Mats Thelin, Göran Lindblom.

Útočníci: Peter Gradin, Jens Öhling, Per-Erik Eklund, Håkan Södergren, Thomas Rundqvist, Hakan Eriksson, Tomas Sandström, Tommy Mörth, Michael Hjälm, Mats Hessel, Thom Eklund.

Trenér: Anders Parmström.

### Soupiska Kanady
Brankáři: Mario Gosselin, Darren Eliot.

Obránci: Bruce Driver, James Patrick, Craig Redmond, J.J. Daigneault, Doug Lidster, Robin Bartel.

Útočníci: Dave Gagner, Pat Flatley, Carey Wilson, Darren Lowe, Russ Courtnall, Kirk Muller, Dave Donnelly, David Tippett, Dan Wood, Vaughn Karpan, Kevin Dineen, Warren Anderson.

Trenéři: Dave King, Jean Peron, George Kingston.

### Soupiska SRN
Brankáři: Karl Friesen, Bernhard Englbrecht.

Obránci: Udo Kießling, Ignaz Berndaner, Ulrich Hiemer, Harold Kreis, Andreas Niederberger, Peter Scharf, Joachim Reil.

Útočníci: Erich Kühnhackl, Franz Reindl, Helmut Steiger, Dieter Hegen, Manfred Wolf, Roy Roedger, Ernst Höfner, Gerd Truntschka, Marcus Kuhl, Michael Betz, Manfred Ahne.

Trenér: Xaver Unsinn.

### Soupiska Finska
Brankáři: Kari Takko, Jorma Valtonen.

Obránci: Petteri Lehto, Markus Lehto, Arto Ruotanen, Simo Saarinen, Pertti Lehtonen, Ville Siren, Timo Jutila.

Útočníci: Raimo Summanen, Petri Skriko, Anssi Melametsä, Risto Jalo, Jarmo Mäkitalo, Harri Tuohimaa, Arto Javanainen, Erkki Laine, Arto Sirviö, Raimo Helminen, Hannu Oksanen.

Trenér: Alpo Suhonen.

### Soupiska USA
Brankáři: Marc Behrend, Bob Mason.

Obránci: Chris Chelios, Tom Hirsch, Mark Fusco, Al Iafrate, David H. Jensen.

Útočníci: Pat LaFontaine, Ed Olczyk, David A. Jensen, Scott Bjugstad, Phil Verchota, Scott Fusco, Gary Sampson, Bob Brooke, Paul Guay, Mark Kumpel, John Harrington, Corey Millen, Steven Griffith.

Trenéři: Lou Vairo, Tim Taylor, Doug Woog, Dave Peterson.

### Soupiska Polska
Brankáři: Gabriel Samolej, Włodzimierz Olszewski.

Obránci: Andrzej Nowak, Andrzej Chowaniec, Henryk Gruth, Ludwik Synowiec, Andrzej Ujwary, Marek Cholewa, Robert Szopiński.

Útočníci: Jerzy Christ, Andrzej Zabawa, Wiesław Jobczyk, Stanisław Klocek, Jan Piecko, Henryk Pytel, Krystian Sikorski, Jan Stopczyk, Andrzej Hachuła, Janusz Adamiec, Leszek Jachna, Józef Chrząstek.

Trenér: Emil Nikodemowicz.

### Soupiska Itálie
Brankáři: Adriano Tancon, Marco Capone.

Obránci: John Bellio, Gerard Ciarcia, Michael Mastrullo, Erwin Kostner, Norbet Gasser.

Útočníci: Martin Pavlů, Grant Goegan, Cary Farelli, Constant Priondolo, Thomas Milani, Michael Mair, Lodovico Migliori, Fabrizio Kaslatter, Norbert Prünster, Roberto De Piero, Gino Pasqualotto, Adolf Insam.

Trenéři: Ron Ivany.

### Soupiska Rakouska
Brankáři: Michael Rudman, Brian Stankiewicz.

Obránci: Rick Cunningham, Johann Fritz, Martin Platzer, Giuseppe Mion, Konrad Dorn, Bernard Hutz.

Útočníci: Edward Lebler, Thomas cijan, Herbert Pöck, Rudolf König, Kurt Harand, Leopold Sivec, Peter Raffl, Kelvin Greenbank, Krunoslav Sekulic, Helmut Koren, Helmut Petrik, Fritz Ganster.

Trenér: Rudi Killias.

### Soupiska Jugoslávie
Brankáři: Cveto Pretnar, Tomaž Lepša.

Obránci: Ivan Ščap, Jože Kovač, Drago Mlinarec, Andrej Vidmar, Murajica Pajič, Dejan Burnik, Vojko Lajovec.

Útočníci: Mustafa Bešić, Gorazd Hiti, Matjaž Sekelj, Edo Hafner, Peter Klemenc, Drago Horvat, Zvonko Šuvak, Bojan Razpet, Marjan Gorenc, Blaž Lomovšek, Igor Beribak.

Trenér: Štefan Seme.

### Soupiska Norska
Brankáři: Joern Goldstein, Jim Marthinsen.

Obránci: Oyvind Lösamoen, Aage Ellingsen, Erik Nerell, Trond Abrahamsen, Oystein Jarlsbö, Per-Arne Kristiansen.

Útočníci: Erik Kristiansen, Cato Andersen, Stephan Kjell Foyn, Roy Einar Johansen, Örjan Lövdal, Geir Tore Myhre, Björn Skaare, Arne Bergsen, Svein Lien, Petter Thoresen, Frank Rune Vestreng, Jon-Magne Karlstad.

Trenéři: Hans Westberg.

## Konečné pořadí
|     | Tým           | Z | V | R | P | Skóre | B  |
| --- | ------------- | - | - | - | - | ----- | -- |
|     | SSSR (URS)    | 7 | 7 | 0 | 0 | 48:5  | 14 |
|     | ČSSR (TCH)    | 7 | 6 | 0 | 1 | 40:9  | 12 |
|     | Švédsko (SWE) | 7 | 4 | 1 | 2 | 36:17 | 9  |
| 4.  | Kanada        | 7 | 4 | 0 | 3 | 24:16 | 8  |
| 5.  | SRN           | 6 | 4 | 1 | 1 | 34:21 | 9  |
| 6.  | Finsko        | 6 | 2 | 1 | 3 | 31:26 | 5  |
| 7.  | USA           | 6 | 2 | 2 | 2 | 23:21 | 6  |
| 8.  | Polsko        | 6 | 1 | 0 | 5 | 20:44 | 2  |
| 9.  | Itálie        | 5 | 1 | 0 | 4 | 15:31 | 2  |
| 10. | Rakousko      | 5 | 1 | 0 | 4 | 13:37 | 2  |
| 11. | Jugoslávie    | 5 | 1 | 0 | 4 | 8:37  | 2  |
| 12. | Norsko        | 5 | 0 | 1 | 4 | 15:43 | 1  |